# Альтес, Эрнест Эжен
Эрнест Эжен Альте́с (фр. Ernest Eugène Altès; 28 марта 1830, Париж — 8 июля 1899, Сен-Дие-Сюр-Луар) — французский скрипач, дирижёр и композитор. Брат Жозефа Анри Альтеса.
Сын солдата, с детства учился игре на скрипке. В 1842 г. поступил в Парижскую консерваторию в класс скрипки Франсуа Абенека, изучал также композицию под руководством Микеле Карафа и Франсуа Базена (окончил в 1849 году). С 1845 г. играл в оркестре Парижской оперы, с 1871 г. второй дирижёр, в 1879—1887 гг. главный дирижёр. В 1881 году он был награждён орденом Почетного легиона. Под руководством Альтеса прошла, в частности, премьера балета Эдуара Лало «Намуна» (6 марта 1882 г.), признанная неудачей (в том числе, как утверждает биограф Лало Ж.-М. Фоке, по причине неотрепетированности и посредственного дирижирования). Напротив, премьера оперы Камиля Сен-Санса «Генрих VIII» под управлением Альтеса (5 марта 1883 г.) прошла исключительно успешно, и композитор поблагодарил дирижёра за этот успех письмом, полным восторженной риторики: «Как <по ходу репетиций> неряшливое и нерешительное исполнение стало сперва восхитительным, а затем и изумительным? Как превратилась куколка в порхающую бабочку?».
Автор симфонии, струнного квартета, фортепианного трио, сонаты для скрипки и фортепиано и других камерных сочинений.